# Стівенс-Пойнт (Вісконсин)
Стівенс-Пойнт (англ. Stevens Point) — місто (англ. city) в США, в окрузі Портедж штату Вісконсин. Населення — 25 666 осіб (2020).

## Географія
Стівенс-Пойнт розташований за координатами 44°31′32″ пн. ш. 89°33′13″ зх. д. / 44.52556° пн. ш. 89.55361° зх. д. (44.525481, -89.553718).  За даними Бюро перепису населення США в 2010 році місто мало площу 44,56 км², з яких 41,34 км² — суходіл та 3,22 км² — водойми. В 2017 році площа становила 47,63 км², з яких 44,42 км² — суходіл та 3,21 км² — водойми.

## Демографія
Згідно з переписом 2010 року, у місті мешкало 26 717 осіб у 10 598 домогосподарствах у складі 4944 родин. Густота населення становила 600 осіб/км².  Було 11220 помешкань (252/км²).
Расовий склад населення:
| - 91,7 % — білих - 4,7 % — азіатів - 0,9 % — чорних або афроамериканців - 0,4 % — корінних американців |

До двох чи більше рас належало 1,5 %. Частка іспаномовних становила 2,6 % від усіх жителів.
За віковим діапазоном населення розподілялося таким чином: 16,0 % — особи молодші 18 років, 72,0 % — особи у віці 18—64 років, 12,0 % — особи у віці 65 років та старші. Медіана віку мешканця становила 26,5 року. На 100 осіб жіночої статі у місті припадало 95,2 чоловіків;  на 100 жінок у віці від 18 років та старших — 94,0 чоловіків також старших 18 років.
Середній дохід на одне домашнє господарство  становив 53 787 доларів США (медіана — 41 312), а середній дохід на одну сім'ю — 72 487 доларів (медіана — 57 153). Медіана доходів становила 40 504 долари для чоловіків та 36 148 доларів для жінок. За межею бідності перебувало 25,8 % осіб, у тому числі 17,5 % дітей у віці до 18 років та 7,5 % осіб у віці 65 років та старших.
Цивільне працевлаштоване населення становило 14 223 особи. Основні галузі зайнятості: освіта, охорона здоров'я та соціальна допомога — 24,7 %, мистецтво, розваги та відпочинок — 15,7 %, роздрібна торгівля — 15,4 %.